# فوج الاستطلاع الخاص
فوج الاستطلاع الخاص هو وحدة عسكرية خاصة بالجيش البريطاني. تم إنشائه في 6 أبريل 2005. يتبع الفوج قيادة الوحدات الخاصة بالقوات المسلحة البريطانية بجانب القوة الجوية الخاصة (SAS)، القوة البحرية الخاصة (SBS)، ومجموعة دعم القوات الخاصة (SFSG). يختص الفوج في مجموعة واسعة من الأعمال السرية التي تتعلق بالاستطلاع خلف خطوط العدو والمراقبة.